# 香港海上液化天然氣接收站
香港海上液化天然氣接收站（英語：Hong Kong Offshore Liquefied Natural Gas Terminal），是香港第一座海上液化天然氣接收站，位於香港索罟群島附近頭顱洲以東約4公里的海域，於2023年進入試運行階段。建造目的是為自國外進口液化天然氣（LNG）經卸料、儲存、加壓及氣化後，以龍鼓灘發電廠海底天然氣管線和南丫發電廠海底天然氣管線對接香港兩座電力公司的大型發電廠，為香港提供穩定、清潔的發電燃料，令香港能源供應更可靠、更多元化。當中用作接收、儲存液化天然氣及進行再氣化過程的全球最大的浮式儲存再氣化裝置船，船體總長345米，液化天然氣儲存容量達26萬3千立方米。

## 背景
為配合改善空氣質素的目標，香港特區政府對發電廠設定了排放上限，並要求在2020年增加本地燃氣發電的百分比至佔整體燃料組合約50%。在該接收站投入使用之前，香港所需天然氣全部是經由三條海底輸氣管道從中國大陸輸送至香港，即使香港電燈在廣東大鵬液化天然氣接收站擁有部分股權，讓香港能更靈活地從全球的液化天然氣市場直接取得具有競爭力價格的天然氣仍至關重要，最終可惠及香港消費者。同時，香港需要的所有能源均來自進口，確保供電的可靠性至關重要，項目可同時增加供氣方案的選擇和擴大現有的天然氣供應量。

## 另見
- 香港能源
- 廣東大鵬液化天然氣接收站